# Otto Bott
Otto Bott (* 18. Mai 1919 in Rauenberg; † 6. Februar 1994 in Heidelberg) war ein deutscher Ingenieur und Unternehmer.

## Leben
Otto Bott, Sohn des Unternehmers Emil Bott (1882–1968), studierte Maschinenbau in Karlsruhe. Während seines Studiums wurde er 1938 Mitglied der Kameradschaft Egerland (Karlsruher Burschenschaft Teutonia). 1948 trat er in die Ziegelei seines Vaters ein. Diese wurde 1878 gegründet und fusionierte 1972 mit dem Ziegelwerk Josef-Eder KG aus Brühl zur Bott-Eder GmbH. Die Firma produzierte in fünf Werken Mauer- und Dachziegel. Er war bis 1988 Geschäftsführender Gesellschafter der Ziegelwerke, danach zog er sich aus dem Tagesgeschäft und wechselt in den Verwaltungsrat.
Er war mehrere Jahre Präsident und von 1969 bis 1981 Vorstandsmitglied des Bundesverbandes der Deutschen Ziegelindustrie.
Bott engagierte sich für die wirtschaftliche Entwicklung und um die Verbesserung der Sozialstruktur seiner Heimatstadt. Aus diesem Grund wurde er 1978 zum Ehrenbürger ernannt. Zeitgleich wurde er mit dem Bundesverdienstkreuz 1. Klasse ausgezeichnet.

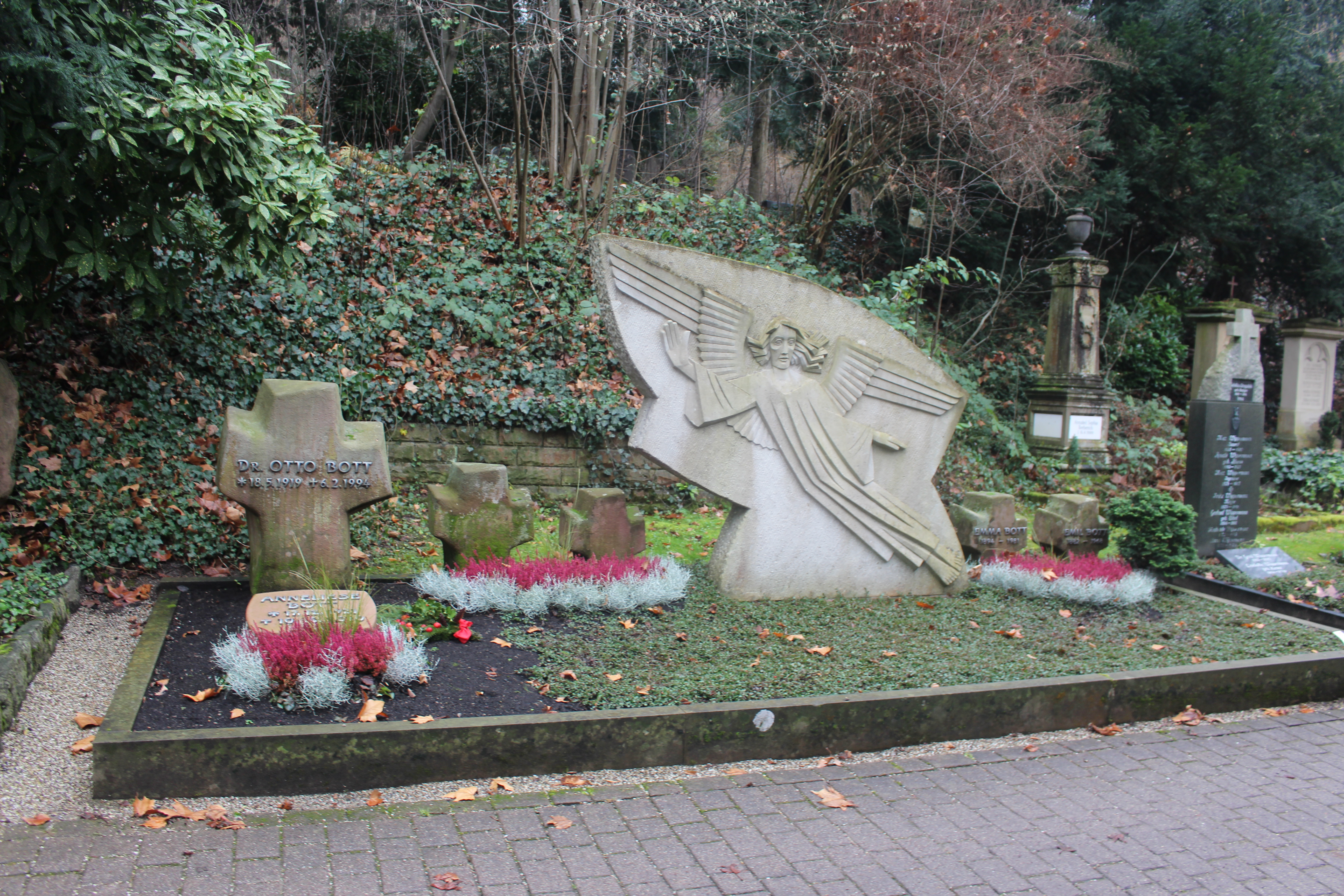
Grabstätte von Otto Bott, Bergfriedhof Heidelberg